# Oregostoma puniceum
Oregostoma puniceum là một loài bọ cánh cứng trong họ Cerambycidae.